# Natteravnene
Natteravnene er en frivillig organisation bygget som et franchise-koncept til frivillige, som lokalt medvirker til at skabe tryghed især for børn og unge ved en ansvarlig, omsorgsfuld og forebyggende synlig tilstedeværelse i det offentlige rum. Konceptet har sin oprindelse i Norge, hvor Oslo politi tog initiativ til oprettelsen af en frivillig organisation, inspireret af et projekt i Karlstad i Sverige kaldet Nattuglorna", der havde kørt siden 1985.

## Konceptet
Natteravnene går i hold på tre - ledet af en erfaren - og i Natteravnenes gule jakker, der gør dem synlige. Dels for at tiltrække udsatte børn og unge og få en fordomsfri snak med dem om problemer, de ønsker at tale om – dels for at stimulere til forebyggende ansvarlighed.
Natteravne påtager sig hverken politimæssige eller professionelle sociale opgaver. Natteravnene har ingen særlige beføjelser, men stor psykologisk gennemslagskraft. Natteravnene optræder aldrig som lokalt vagtværn eller lignende. Det er Natteravnenes primære mål at udvise omsorg og ansvarlighed, og som gode forbilleder at medvirke til at skabe større tryghed og hjælpe børn og unge til øget livsglæde og integration.

## De 5 gyldne regler
Grundlaget for Natteravnenes arbejde er de “5 gyldne regler”. De kan ikke diskuteres eller afviges, da de udgør det egentlige koncept for Natteravnene.
1. Natteravnene er synlige, observerer og hjælper – de blander sig aldrig i uroligheder o.lign. De tilkalder professionel hjælp om fornødent.
2. Natteravnene går altid i hold på tre i karakteristiske gule jakker. Helst med deltagelse af både kvinder og mænd – med forskellig baggrund – også gerne etnisk.
3. Natteravnene færdes altid udendørs – aldrig inde i klubber, værtshuse, diskoteker osv.
4. Natteravnene giver sig tid til at lytte og at tale med børn og unge – på de unges initiativ – og rådgiver kun inden for rammerne af almindelig ”sund fornuft”. Tunge problemer bliver henvist til forældrene eller til professionelle i det lokale netværk (SSP, anonym rådgivning o. lign)
5. En Natteravn hjælper gerne “forulykkede” børn og unge hjem – helst via deres familie og venner, men følger ikke nogen hjem alene – og låner ikke penge ud.

## Natteravnene i Danmark
Det danske Natteravnekoncept er udviklet i Natteravnenes Landssekretariat op til 1998, hvor den første Natteravneforening så dagens lys i marts på basis af mange års erfaringer fra Sverige og Norge. Natteravnenes Landssekretariat bestod af en medarbejder fra Skandia Ideer for Livet, som støttede projektet som en del af deres CSR. Erik Thorsted var marketingdirektør i Skandia og var en af hovedkræfterne bag projektet.
I 1998 fik Danmark sine første Natteravneforeninger i Helsingør og Randers. I løbet af 1999 kom der Natteravne til i Holstebro, Næstved, Rønne, Esbjerg, Middelfart og Løgstør. I Danmark, Grønland og Færøerne er der nu 256 lokalforeninger.
Projektet blev i 2003 lagt ud i Fonden for Socialt Ansvar. Fonden blev stiftet i 2003 med henblik på at være juridisk bagland for ”Natteravnene” i Danmark, Færøerne og i Grønland, som en ikke formuende almennyttig fond. Erik Thorsted er i dag sekretariatschef i Fonden for Socialt Ansvar og Natteravnenes Landssekretariat.
Natteravnenes koncept og logo er ejet af Fonden for Socialt Ansvar, som via en samarbejdsaftale gratis stiller konceptet og de tilhørende materialer og uddannelse til rådighed for de frivillige. Kontakt til de frivillige sker gennem et Landssekretariat, som Fonden driver. Natteravnene er det største projekt under Fonden for Social Ansvar.